# Motor Sitsj Airlines
Motor Sitsj Airlines (Oekraïens: Авіакомпанія Мотор Січ) is een Oekraïense luchtvaartmaatschappij met thuisbasis in Zaporizja.

## Geschiedenis
Motor Sitsj Aviakompania werd opgericht in 1984.

## Vloot
De vloot van Motor Sitsj Aviakompania bestaat uit: (juli 2007)
- 1 Yakolev Yak-40K
- 1 Yakolev Yak-40
- 2 Antonov AN-12BP
- 1 Antonov AN-140(A)
- 2 Antonov AN-24RV